# Restmeristem
Als Restmeristeme bezeichnet man meristematische Zellen, die fern von den Vegetationskegeln mit ihren Primärmeristemen erhalten geblieben sind. Restmeristeme befinden sich in der Umgebung von bereits ausdifferenzierten und zu spezifischen Geweben umgewandelten Zellen. Das Restmeristem kann schicht-, gruppen oder strangweise ausgebildet sein. Die Fähigkeit zur Zellteilung bleibt allerdings nur für eine bestimmte Zeit erhalten, danach wird der meristematische Charakter durch eine Differenzierung der Zellen ersetzt.
Als Beispiele für Restmeristeme gelten bei monokotylen Pflanzen die basalen Achsenglieder. Diese bleiben in Form von interkalaren Wachstumszonen eine längere Zeit meristematisch und sorgen für die Streckung der Internodien. Bei dikotylen Pflanzen zählt das faszikuläre Kambium im Leitbündel des Sprosses sowie das Pericambium oder Perizykel in der Wurzel zu den Restmeristemen. Ersteres ist zusammen mit dem interfaszikulären Kambium für das Dickenwachstum des Sprosses verantwortlich, letzteres ist als teilungsfähiges Gewebe Ausgangspunkt für die Bildung von Seitenwurzeln. 
Restmeristeme sind nicht zu verwechseln mit Meristemoide. Diese enthalten im Gegensatz zu den Restmeristemen keine Stammzellen.